# Bell UH-1Y Venom
Bell UH-1Y Venom je americký dvoumotorový víceúčelový vrtulník vyvinutý pro americkou námořní pěchotu s ohledem na podporu globálních misí. Do služby byl zařazen v roce 2008.
Venom je nejmladším členem rodiny vrtulníků Huey a následovník veterána z vietnamské války UH-1 Iroquois. Představuje v současnosti nejvýznamnější vylepšení bojem prověřených vrtulníků rodiny Huey. Srdcem modernizace je nový čtyřlistý, kompozitní rotorový systém, který se vyznačuje balistickou odolností proti palným zbraním až do ráže 23 mm. Má také vylepšené motory a převodovky, integrovaný digitální kokpit s víceúčelovými displeji. Ve srovnání s UH-1N má Venom větší užitečné zatížení, téměř o 50 % větší operační dolet, vyšší cestovní rychlost a snížené vibrace. Sdílí až 84 % svých součástek (včetně avioniky) s bitevním vrtulníkem AH-1Z Viper.
UH-1Y je známý také pod přezdívkou „Yankee“, podle označení písmene „Y“ v hláskovací tabulce NATO. Dokáže operovat i v těch nejnáročnějších klimatických podmínkách, od arktického chladu až po pouštní horka. V americké námořní pěchotě nahradil zastaralý typ UH-1N Twin Huey. Poslední z celkového počtu 160 objednaných strojů dostali „mariňáci“ 25. dubna 2018. V roce 2019 objednala vrtulníky UH-1Y Armáda České republiky.

## Konstrukce

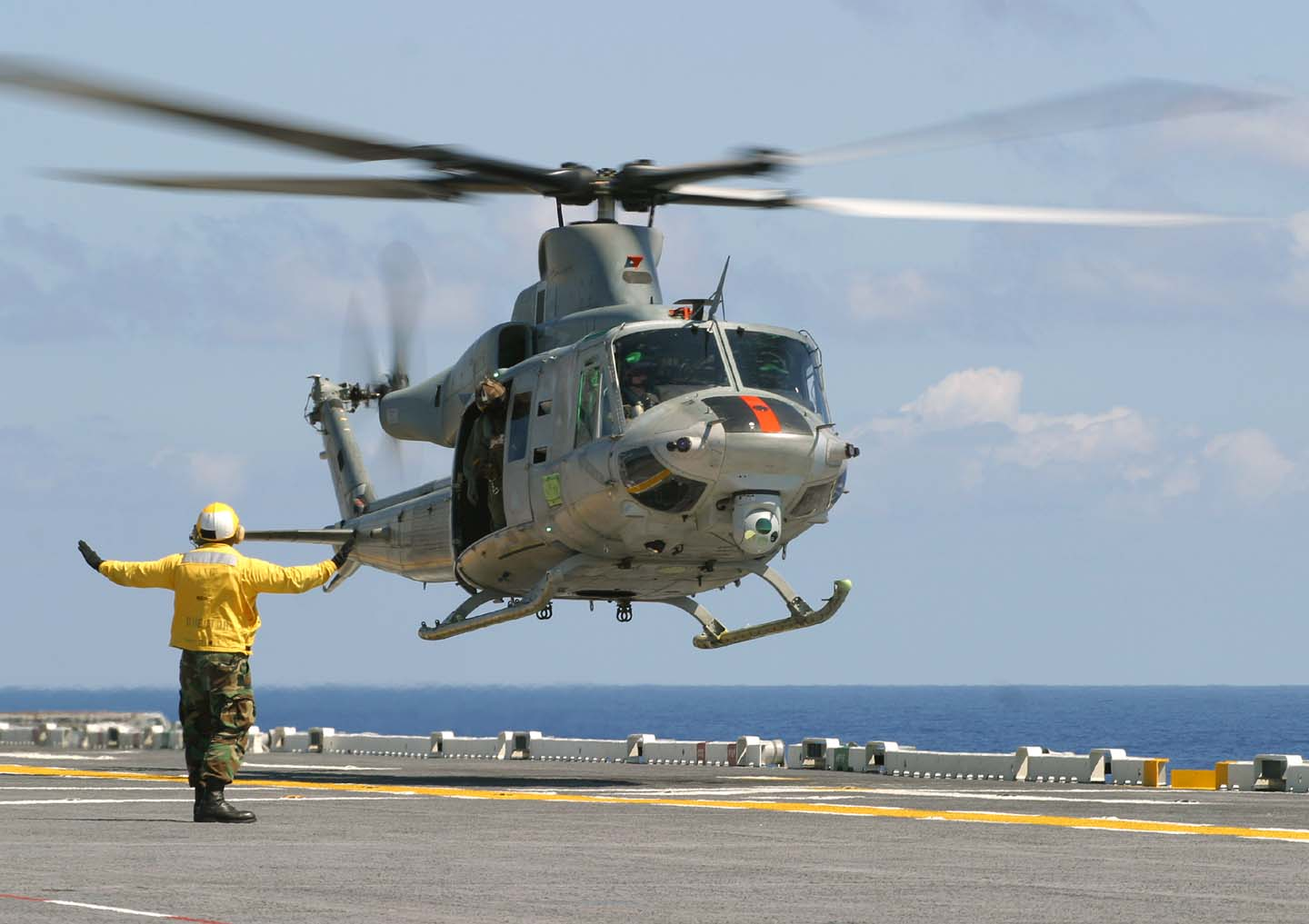
UH-1Y Venom

V přední části kokpitu sedí dva piloti vedle sebe a díky rozměrným čelním sklům mají výborný výhled. V zadní části kabiny je prostor pro přepravu cestujících nebo materiálu.
Dvojice turbohřídelových motorů T700-GE-401C o výkonu 1800 koní pohání čtyřlistý hlavní rotor i menší ocasní rotor. Venom dosahuje maximální rychlosti 314 km/h a cestovní rychlost 272 km/h. Vrtulník vydrží ve vzduchu 3,3 hodiny, má dostup více než 6 100 m a stoupavost 12,8 m/s.
Optický senzor se nachází v přední části pod trupem stroje a na boku vrtulníku jsou dva závěsné body pro výzbroj. Venom může být vyzbrojen dvojicí kulometů M240 ráže 7,62 mm, GAU16/A ráže 12,7 mm nebo rotačními kulomety GAU17/A ráže 7,62 mm. Pozemní cíle však dokáže velmi účinně eliminovat i neřízenými raketami vzduch-zem Hydra 70 nebo raketami s laserovým naváděním APKWS.

## Uživatelé
USA
- United States Marine Corps Aviation

 Česko

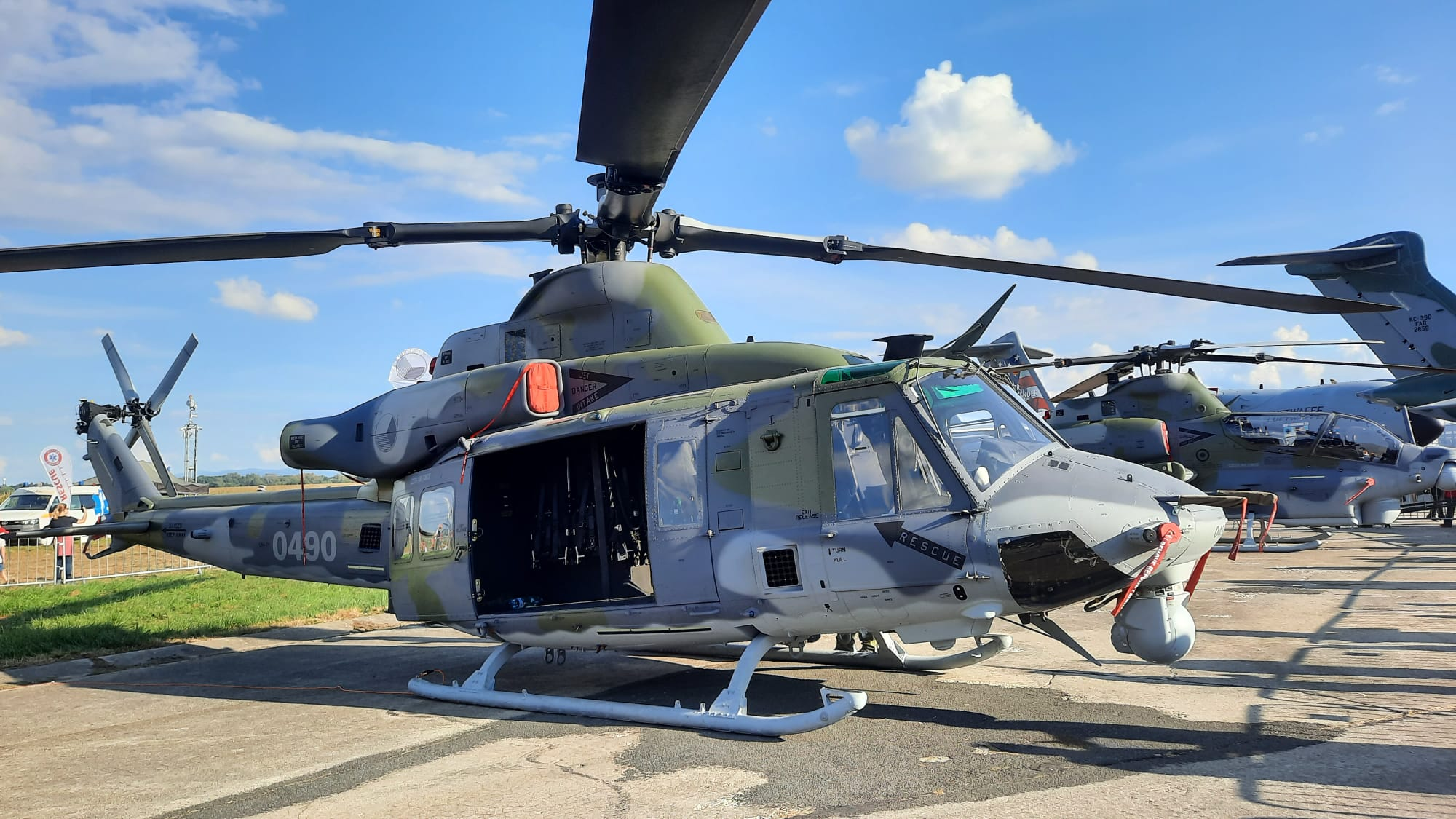
Vrtulník UH-1Y Venom Armády České republiky vystavený na Dnech NATO v roce 2023

- V srpnu 2019 se na stránkách ministerstva obrany ČR objevila zpráva, že dojde k zakoupení 8 kusů Bell UH-1Y Venom (společně se 4 kusy Bell AH-1Z Viper) pro Vzdušné síly Armády České republiky.[4] Smlouva byla podepsána 12. prosince 2019 ministrem obrany Lubomírem Metnarem, dodávky měly začít v roce 2023. V srpnu 2022 oznámila ministryně obrany Jana Černochová (ODS), že armáda dostane od USA další 2 stroje spolu s 6 AH-1Z Viper zdarma.[5] První UH-1Y byl na české území přepraven 17. srpna 2023.[6]

## Specifikace
Údaje podle

### Technické údaje
- Posádka: 2 piloti
- Délka trupu: 17,8 m
- Průměr rotoru: 14,88 m
- Výška: 4,5 m
- Kapacita paliva: 1468 litrů
- Užitečné zatížení: 3 020 kg
- Max. vzletová hmotnost: 8 391kg
- Pohonná jednotka: 2x turbohřídelový motor T700-GE-401C
- Výkon pohonné jednotky: 1 800 koní

### Výkony
- Maximální rychlost: 314 km/h
- Cestovní rychlost: 272 km/h
- Akční rádius: 220 km
- Letová vytrvalost: 3,3 hodiny
- Praktický dostup: více než 6 100 m
- Maximální přetížení: -0,5 / + 2,3 g
- Stoupavost: > 12,8 m/s

### Výzbroj
- 2x kulomet M240 ráže 7,62 mm, GAU16/A ráže 12,7 mm nebo GAU17/A ráže 7,62 mm
  - Neřízené rakety vzduch-zem Hydra 70 ráže 70 mm
  - Rakety se soupravou APKWS (laserové navádění)